# Claude Perron

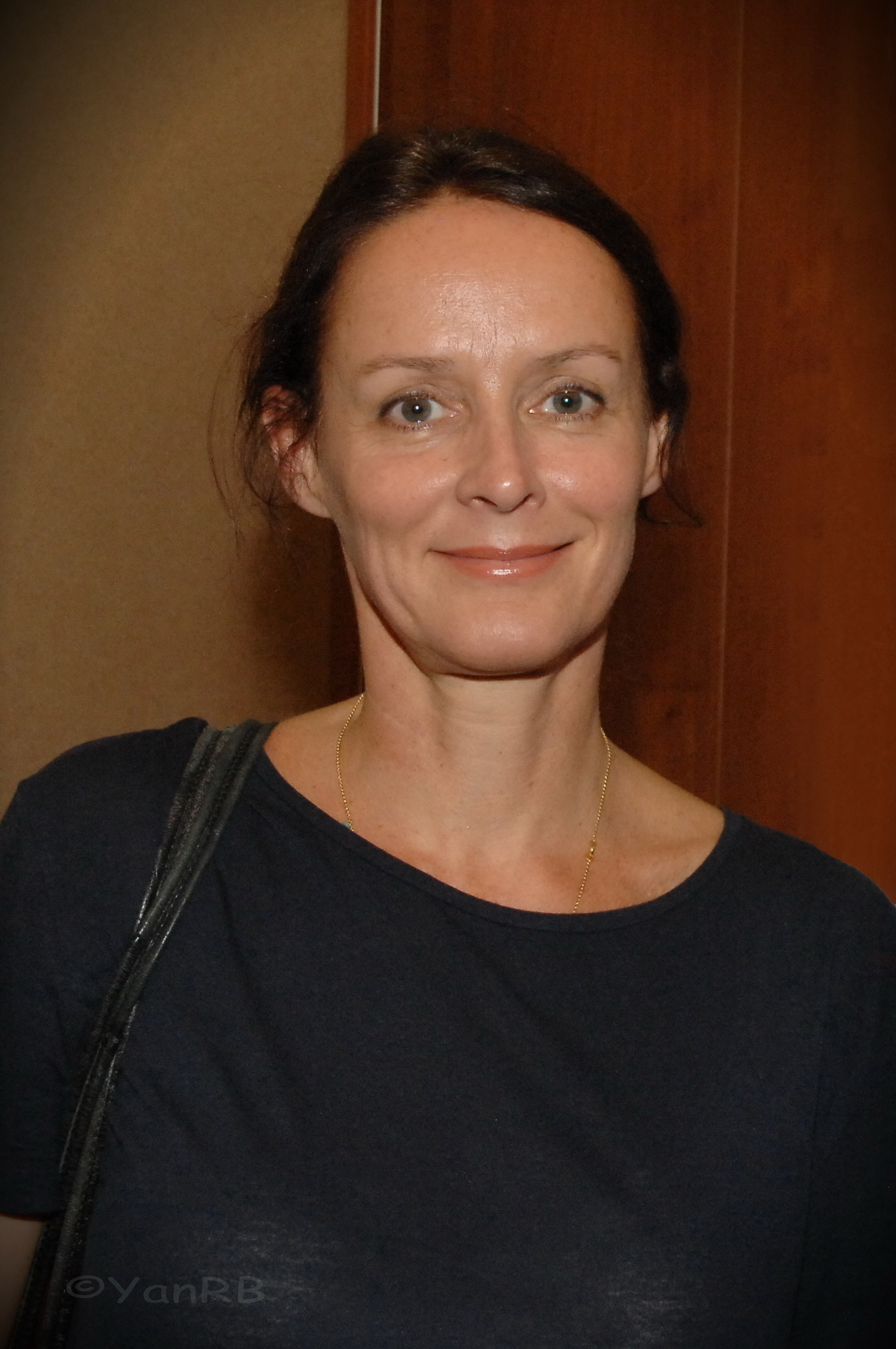
Claude Perron, 2015

Claude Perron (* 23. Januar 1966 in Nantes) ist eine französische Schauspielerin.

## Biografie
Claude Perron begann sich bereits in ihrer Schullaufbahn für die Schauspielerei zu interessieren und spielte kleine Rollen im Theater. Sie bewarb sich erfolgreich am Konservatorium von Nantes und blieb dort zwei Jahre. Anschließend ging sie nach Paris und erlernte im Théâtre de Paris in der Rue Blanche das Theaterschauspiel. Ab 1989 spielte sie zunächst einige Theaterrollen.
Perron gab 1996 ihr Debüt als Filmschauspielerin in der Komödie Bernie von Albert Dupontel. Im Jahr 2009 spielte sie eine Hauptrolle im Film Die Horde.

## Filmografie (Auswahl)
- 1996: Bernie
- 1999: Eine andere Welt (Du bleu jusqu’en Amérique)
- 1999: Le créateur
- 2000: Le conte du ventre plein
- 2000: Après la réconciliation
- 2001: Die fabelhafte Welt der Amélie (Le fabuleux destin d’Amélie Poulain)
- 2003: Der rote Tempelritter – Red Knight (Rencontre avec le dragon)
- 2003: Laisse tes mains sur mes hanches
- 2004: Cash Truck – Der Tod fährt mit (Le convoyeur)
- 2004: Cause toujours!
- 2004: Mon ange
- 2007: Chrysalis – Tödliche Erinnerung (Chrysalis)
- 2008: Cortex
- 2009: Die Horde (La horde)
- 2011: Et soudain tout le monde me manque
- 2012: Double mixte (Kurzfilm)
- 2012: Un nuage dans un verre d’eau
- 2012: Edwige (Kurzfilm)
- 2012–2016: Workingirls (Fernsehserie, 49 Episoden)
- 2013: Zoo (Kurzfilm)
- 2013: Agatha Christie: Mörderische Spiele (Les petits meurtres d’Agatha Christie, Fernsehserie, 1 Folge)
- 2014: Er liebt mich, er liebt mich nicht – Toujours l’amour (Tu veux ou tu veux pas)
- 2014: On a marché sur Bangkok
- 2015: Belles familles
- 2015: Sanfter Mann sucht Frau (L’annonce)
- 2016: Der durch die Wand geht (Le passe-muraille)
- 2016: Spin – Paris im Schatten der Macht (Les hommes de l’ombre, Fernsehserie, 4 Folgen)
- 2017: Die brillante Mademoiselle Neïla (Le brio)
- 2018: Ordalie (Kurzfilm)
- 2018: Love Addict
- 2018: Bécassine!
- 2019: So wie du mich willst (Celle que vous croyez)
- 2019: Notre Dame – Die Liebe ist eine Baustelle (Notre Dame)
- 2020: Die purpurnen Flüsse (Les rivières pourpres, Fernsehserie)
- 2021: Villa Caprice
- 2021: Haute Couture – Die Schönheit der Geste (Haute Couture)
- 2022: Wohin mit Jacques? (Qu’est-ce qu’on va faire de Jacques?)
- 2022: Jumeaux mais pas trop
- 2022: BigBug
- 2023: Le Voyage en pyjama